# Бойків Іван
Іва́н Бо́йків (1887 — бл. 1932) — український мовознавець.

## Життєпис
У 1929—1932 рр. працював в Інституті мовознавства ВУАН.
Брав участь у ліквідації неписьменності, уклав для цього низку посібників, серед яких «Робоча книгу з української мови. Для шкіл політосвіти 1-го ступеня, для гуртків нижчого технічного персоналу та самоосвіти» (Київ, 1928, у співавторстві з Нестором Малечею) тощо.
Брав участь у правописній конференції 1927 року, написав працю «Наслідки роботи правописної конференції» (1927), співавтор «Словника чужомовних слів» (1932, перевиданий 1955, 1996). Уклав правописний словник чужомовних слів. 1924—1933 брав участь в укладенні «Російсько-українського словника». Разом з А. Шевчук і О. Радченко уклав «Граматику української мови» (1933, ч. 1. Морфологія), де подано відомості з теорії мови, а також вправи на засвоєння граматичних понять.